# Sideshow Bob Roberts
"Sideshow Bob Roberts" är avsnitt fem från säsong sex av Simpsons och sändes på Fox den 9 oktober 1994. I avsnittet blir Sideshow Bob borgmästare i Springfield vilket inte gynnar familjen Simpson. Efter valet börjar Bart och Lisa undersöka valresultatet eftersom de misstänker valfusk. Avsnittet skrevs av Bill Oakley och Josh Weinstein samt regisserades av Mark Kirkland. Avsnittet är främst en parodi på Watergateaffären och innehåller flera referenser till politiska händelser både i verkligheten och i fiktion. I avsnittet gästskådespelar Dr. Demento och Larry King som sig själv, Kelsey Grammer som Sideshow Bob, Marcia Wallace som Edna Krabappel och Phil Hartman som Lionel Hutz. Avsnittet har studerats på Columbia College Chicago i kursen "The Simpsons as Satirical Authors". 

## Handling
I fängelset ringer Sideshow Bob till en radioshow som leds av Birch Barlow där han klagar över att han fått fängelse för ett brott han inte gjort. Barlow lyckas därefter få Springfields invånare se till att Bob släpps. Bob blir därefter republikanska partiets kandidat för Springfields nästa borgmästare. Bart och Lisa försöker få invånarna att inse att Joe Quimby är den de ska rösta på men de misslyckas. Sålunda röstar bland annat Krusty på Sideshow Bob som ogillar att Sideshow Bob försökte sätta dit honom men gillar tanken på en skattesänkning för sådana personer i Krustys samhällsklass, Homer ogillar Bobs "döda Bart"-politik men gillar Bobs "döda Selma"-politik vilket leder till Bobs valseger med 100 procent mot Quimbys 1 procent men med en procents felmarginal. Första dagen efter valet blir familjen Simpson väckta av borgmästaren, de har blivit vräkta då deras hus står i vägen för den nya motorvägen, "Matlock Expressway" och familjen Simpson inser att de inte har råd med en ny bostad och måste hitta ett sätt att få borgmästaren att bli avsatt. Bob lyckas också fixa så Bart får börja om förskolan. Lisa börjar misstänka att valet är riggat och går igenom resultatet men hittar inget då hon läser valresultatet. Waylon Smithers som jobbade med kampanjen men inte gillar borgmästarens budskap ber då Bart och Lisa att leta upp Edgar Neubauer, som är nyckeln till valresultatet.
Bart och Lisa försöker leta upp Edgar Neubauer men hittar inte honom någonstans före de ser hans namn på en gravsten på kyrkogården. Lisa börjar därefter jämföra namnet på de röstande med döda personer och upptäcker att de döda röstat på Bob och det var därför han fick så många röster. Bob hamnar i domstolen där Bart och Lisa lurar Bob att avslöja vad han gjort efter de sagt i rätten att han inte är så smart att han kunde hitta ett sätt att fuska utan att den skyldige är Barlow. Efter Bobs bekännelse avsätts han som borgmästaren och Quimby får tillbaka jobbet och allt blir som vanligt, Bart kommer tillbaka till fjärde klassen och arbetet med "Matlock Expressway" avbryts. Bob hamnar på en öppen anstalt där han berättar att han en dag ska lämna fängelset innan har går med i fängelsets ena roddlag.

## Produktion
I avsnittet beskriver man det republikanska partiet som onda men även att det demokratiska partiet är det, dock att de inte är lika onda. Den andra akten är delvis baserad på Watergateaffären som Bill Oakley och Josh Weinstein var intresserade av. Avsnittet regisserades av Mark Kirkland.
I avsnittet visas tidigare framträdande med Sideshow Bob eftersom man ville påminna tittarna vad han gjort i tidigare avsnitt. I avsnittet gör  Henry Corden rösten till Fred Flinta, för att få använda karaktären sökte producenterna tillstånd hos Hanna-Barbera. En av fångarna i Bobs reklamkampanj är Richard Sakai. Skämtet om mannen "Les Wynan"  i avsnittet skrevs av Mike Reiss. Avsnittet är ett av få som inte innehåller ett soffskämt eller svarta tavlan-skämt.

## Kulturella referenser
Delar av avsnittet är en parodi på Watergateaffären och andra politiska händelser i verkligheten och fiktion. De två republikaner som var med Bob under hans kampanj är baserad på H. R. Haldeman och John Ehrlichman. Sideshow Bobs reklamkampanj är baserad på en reklamkampanj av Willie Horton om George H.W. Bush. Birch Barlow fråga till Quimby om hans inställning till ett brott som berörde hans familj är en referens till en fråga av Bernard Shaw till Michael Dukakis under 1988 års presidentvalsdebatt. Quimbys förkylning under debatten är en parodi på Richard Nixons förkylning under hans första TV-debatt med John F. Kennedy under 1960.
Avsnittet innehåller referenser till Alla presidentens män som när Lisa går igenom valresultatet och mötet med Smithers i parkeringsgaraget. Slutet i domstolen är en parodi på På heder och samvete. Bobs bekännelse är en referens till Perry Mason". När Sideshow Bob håller sitt tacktal bakom en gigantisk affisch med en bild av sig själv på det är det en parodi på en scen i En sensation. Titeln är en parodi på Bob Roberts och scenen då Bob kommer in med USA:s flagga är det en referens till en scen i filmen. Barlow kallar Oliver North, Stacey Koon och Joe Camel för intelligent konservativa som tvingas med vårt liberala rättsväsende. Hälsningen i det republikanska partiets högkvarter är en parodi på Enochian.
Fängelset Springwood Minimum Security Prison är en parodi på Allenwood Minimum Security Prison. När Lisa kör bilen lyssnar hon på "St. Elmo's Fire", låten valdes av David Mirkin. I avsnittet medverkar Acke, Ragge, Älgen och Sopprot i en scen där de kastar ut Homer ur deras bil och ber honom stanna utanför Riverdale. Kändisar som röstat på Bob var Buddy Holly, Ritchie Valens och The Big Bopper. Texten på Big Boppers gravsten är en referens till inledningen av "Chantilly Lace". Då familjen Simpson stoppar sitt hus från att rivas är det en parodi på inledningen av Liftarens guide till galaxen.

## Mottagande
Avsnittet hamnade på plats 64 över mest sedda program under veckan med en Nielsen ratings på 8.6 och var det sjätte mest sedda avsnittet på Fox under veckan. David L.G. Arnold har i Leaving Springfield beskrivit avsnittet som en satir på samhällets lata, okunniga inställning till valprocessen. Avsnittet skildrar också republikaner som villiga att bryta mot lagen för att uppnå seger. Matthew Henry har i samma bok beskrivit avsnittet som att den visar slaget om politiska ideologier och att alla inte uppskattar republikerna politik bland annat Waylon Smithers då han säger att det går mot hans livsstil.
Warren Martyn och Adrian Wood skriver i I Can't Believe It's a Bigger and Better Updated Unofficial Simpsons Guide att avsnittet är en frispråkig politisk satir som fick stort missnöje hos det republikanska partiet när det sändes. Eric Reinagel, Brian Moritz och John Hill har i Press & Sun-Bulletin kallat avsnittet för det sjunde bästa i serien. Thomas Rozwadowski på Green Bay Press-Gazette placerade avsnittet som en av de tio bästa i serien och beskrev avsnittet som ett bevis att korrupta politiker får alltid som de vill eller inte. Avsnittet har studerats på Columbia College Chicago i kursen "The Simpsons as Satirical Authors".